# Afrika-Meisterschaften im Bahnradsport

Das Trikot des Afrikameisters

Die Afrika-Meisterschaften im Bahnradsport sind jährlich stattfindende Wettbewerbe im Bahnradsport, die vom Afrikanischen Radsportverband CAC ausgerichtet werden. Startberechtigt sind Vertreter aller Mitgliedsverbände des CAC.

## Geschichte
Die Bahn-Meisterschaften fanden erstmals 2015 im südafrikanischen Pietermaritzburg statt, wo sie zeitnah zu den Straßen-Wettbewerben stattfanden. Dieser Austragungsmodus wurde auch 2016 in Marokko beibehalten, bevor Bahn- und Straßenwettbewerbe getrennte Wege gingen.
Seit Anbeginn werden die Meisterschaften in den Kategorien Männer und Frauen, Junioren und Juniorinnen abgehalten, und zwar in den Disziplinen, die auch für die Weltmeisterschaften relevant sind. In den Kurzzeit-Disziplinen sind dies Sprint, Zeitfahren, Keirin sowie Teamsprint, während die Ausdauer-Disziplinen von Anbeginn mit Einerverfolgung, Mannschaftsverfolgung, Scratch, Punktefahren, Omnium und Madison vertreten waren. Als 2021 das Ausscheidungsfahren ins WM-Programm aufgenommen wurde, war dies auch bei den Afrika-Meisterschaften der Fall. Allerdings sind unregelmäßige Lücken im Programm zu verzeichnen, so wurden 2016 und 2018 Omnium und Madison gestrichen und 2019 Disziplinen wie der Teamsprint und die Verfolgungswettkämpfe. Mangels Beteiligung werden Disziplinen auch nicht immer in allen Altersklassen ausgetragen oder mit nur ein oder zwei Teilnehmern. Da die Kontinentalmeisterschaften für die Qualifikation zu Weltmeisterschaften oder Olympischen Spielen zählen, sind die Ergebnisse für die Beteiligten dennoch von Belang.
2017 kam es während der Meisterschaften zu einem Todesfall, als der ägyptische Fahrer Eslam Nasser Zaki auf der Bahn einen Herzstillstand erlitt und verstarb.

## Austragungen
- 2015:  Pietermaritzburg (21. – 23. Januar)
- 2016:  Casablanca (15. – 19. Februar)
- 2017:  Durban (20. – 24. März)
- 2018:  Casablanca (7. – 10. Februar)
- 2019:  Pietermaritzburg (17. – 19. Januar)
- 2020:  Kairo (16. – 19. Januar)
- 2021:  Kairo (10. – 13. März)
- 2022:  Abuja (14. – 17. Juli)
- 2023:  Kairo (5. – 9. März)
- 2024:  Kairo (10. – 14. Januar)
- 2025:  Kairo (12. – 16. Mai)

## Medaillenspiegel bei der Elite
Insgesamt haben zehn verschiedene Nationen Medaillen bei 212 Entscheidungen gewonnen. Es dominieren Südafrika und die nordafrikanischen Nationen sowie Nigeria, die bisher auch alle Wettkämpfe ausgerichtet haben. Diese Nationen stellen auch die meisten Teilnehmer. Ohne Medaillengewinne haben sich bislang mit Burundi, Ghana, Guinea, Guinea-Bissau, Kenia, Libyen, Mauritius, Ruanda, Simbabwe, dem Sudan, dem Südsudan, Swaziland, Tansania, Togo und Uganda 15 weitere Nationen mit kleinen Kontingenten beteiligt. Der Medaillenspiegel ist auf dem aktuellen Stand nach den Afrika-Meisterschaften 2025.
| Rang  | Land           | Gold | Silber | Bronze | Gesamt |
| ----- | -------------- | ---- | ------ | ------ | ------ |
| 1     | Südafrika      | 110  | 92     | 78     | 280    |
| 2     | Ägypten 1      | 64   | 36     | 32     | 132    |
| 3     | Algerien       | 17   | 35     | 34     | 86     |
| 4     | Marokko        | 12   | 23     | 26     | 61     |
| 5     | Nigeria 2      | 9    | 21     | 16     | 46     |
| 6     | Burkina Faso   | 0    | 1      | 4      | 5      |
| 7     | Elfenbeinküste | 0    | 1      | 3      | 4      |
| 8     | Benin          | 0    | 0      | 1      | 1      |
| 8     | Seychellen     | 0    | 0      | 1      | 1      |
| 8     | Tunesien       | 0    | 0      | 1      | 1      |
| Total | Total          | 212  | 209    | 196    | 617    |